# Hoppip
Hoppip (japanski: ハネッコ Hanekko) jedan je od 1025 fiktivnih vrsta Pokémona iz medijske franšize Pokémon, skupa Pokémon videoigara, animiranih serija, manga stripova, knjiga, igraćih karata i drugih medija kojima je tvorac Satoshi Tajiri. Svrha je Hoppipaa u videoigrama, animiranoj seriji i manga stripovima, kao i svrha ostalih Pokémona, borba s divljim Pokémonima – neukroćenim stvorenjima koje igrači i likovi pronalaze dok kreću na razne avanture – i pripitomljenim Pokémonima drugih Pokémon trenera.
Ime "Hoppip" kombinacija je riječi "hop", što znači skakati na malene udaljenosti, i "pip" = malene sjemenke unutar voća. Imena Hoppipovih evolucijskih lanaca, Hoppip, Skiploom i Jumpluff, dolaze od riječi koje imaju značenje skakanja visoko na malene udaljenosti. Njihova su imena igra riječi engleske fraze "A hop, a skip, and a jump away", i sve tri fraze predstavljaju skakanje.

## Biološke karakteristike
Hoppip je maleno, okruglo biće, s dva duga lista koja mu izbijaju na vrhu glave. Imaju malene ruke i noge, s velikim ušima nerazmjernima za njihovo tijelo, koje koriste za osluškivanje vjetra. Hoppip ima veoma lagano tijelo i osjetljiv je na snažne vjetrove. Kada Hoppip osjeti približavanje oluje, zakačit će se svojim listovima za listove ostalih Hoppipa u nastojanju da ga vjetar ne otpuše. Ako se Hoppip nađe sam tijekom oluja, pokušat će se uhvatiti za tlo svojim malenim nožicama da ga vjetar na bi otpuhao. Unatoč opasnostima s kojima se Hoppip suočava na snažnim vjetrovima, uživa u nježnim povjetarcima i može lebdjeti na najsmirenijim vjetrovima te ovako nošen može prevaliti velike udaljenosti.

## U videoigrama
Hoppipa se može uhvatiti u divljini u Pokémon Gold, Silver i Crystal videoigrama. Hoppipa se može uhvatiti i u Pokémon XD: Gale of Darkness, u Poké-Oazi. U Pokémon FireRed i LeafGreen, Hoppipa se može uhvatiti na raznim mjestima na Sevii Otocima.
Hoppip je Travnati/Leteći Pokémon, pa zbog toga dobiva slabost na Kamene Pokémone (iako i dalje može učiniti veliku štetu na njima sa svojim Travnatim napadima) i dvostruku slabost na Ledene Pokémone, zbog svog dvostrukog tipa. Hoppipove su sve statistike prilično očajne, ali Hoppip može evoluirati dva puta, prvo u Skiplooma, a zatim u Jumpluffa. Svaki puta kada Hoppip evoluira, njegove se statistike poboljšaju, što navedeni problem čini manje važnim.

## U animiranoj seriji
Hoppip je imao više sporednih uloga u seriji. Jedino značajnije pojavljivanje u seriji bilo je u epizodi 139, kada Ash i društvo naiđu na trenericu Mariah, koja koristi Hoppipe da bi predvidjela vrijeme. James, član Tima Raketa, nakratko je imao Hoppipa u epizodi 360, kada je bio u gradu Fortree. Prodao mu ga je prodavač Magikarpa. Hoppip je bio maskiran kao Chimecho, no odletio je čim je James shvatio da nije pravi.